# Proseč pod Křemešníkem
Proseč pod Křemešníkem (deutsch Prosetsch unterm Kremeschnik) ist eine Gemeinde in Tschechien. Sie liegt fünf Kilometer südöstlich von Pelhřimov und gehört zum Okres Pelhřimov.

## Geographie
Proseč pod Křemešníkem befindet sich nordwestlich des 765 m hohen Křemešník auf dem Hügel Nivka (622 m). Östlich verläuft am Fuße des Křemešník das Tal des Kladinský potok.
Nachbarorte sind Plevnice im Norden, Horní Strměchy, Střítež pod Křemešníkem, Volšička und Kamenicko im Nordosten, Korce und Sázava im Südosten, Zálesí und Lešov im Süden, Nemojov im Südwesten, Putimov im Westen sowie Řemenov im Nordwesten.

## Geschichte
Die erste urkundliche Erwähnung von Proseč erfolgte im Jahre 1379.
1976 verlor der Ort seine Selbständigkeit und wurde an Putimov und mit diesem 1980 an Pelhřimov angeschlossen.
Südlich des Dorfes befindet sich auf der Flur "Na horách" ein ehemaliges Bergbaugebiet.

## Gemeindegliederung
Für die Gemeinde Proseč pod Křemešníkem sind keine Ortsteile ausgewiesen.

## Sehenswürdigkeiten
- barocke Kapelle mit sechseckigen Grundriss am Dorfplatz, in dem 1784 erbauten Gotteshaus wird jedes Jahr im August eine Messe gefeiert
- Křemešník mit Wallfahrtskirche, Kapelle, Aussichtsturm und Windschloss